# Antonio van Diemen
Anthonie van Diemen (ur. 1593 w Culemborg, Holandia, zm. 19 kwietnia 1645 w Batawii, Holenderskie Indie Wschodnie) – gubernator generalny kolonii holenderskich (w latach 1636–1645) na Dalekim Wschodzie.
Po niepowodzeniach w prowadzeniu własnej działalności gospodarczej w Amsterdamie van Diemen wstąpił do Holenderskiej Kompanii Wschodnioindyjskiej (VOC). Od 1618 r. przebywał w Batawii, a w 1636 r. został gubernatorem generalnym VOC. W celu wzmocnienia siły Kompanii na Molukach podpisał traktat w 1638 r. z sułtanem wyspy Ternate, dzięki któremu Holendrom udało się podporządkować dodatkowe tereny (m.in. w czasie podbojów w latach 1638–1643). Od tego momentu Kompania wzmocniła swój monopol na handel przyprawami. W 1638 r. van Diemen rozpoczął także ataki na posiadłości portugalskie w Azji, m.in. na Cejlon. W 1644 r. Cejlon został podbity przez Holendrów, dzięki temu zyskano plantacje cynamonu i najważniejsze źródło tej przyprawy. Następnie założono faktorie na Wybrzeżu Koromandelskim w Indiach.
W międzyczasie udało się także van Diemenowi opanować kluczową portugalską twierdzę – Malakkę (obecna Malezja) strzegącą drogi handlowej z Indii do Chin. W 1642 r. Holendrzy wyparli Hiszpanów z Formozy. Ponadto w czasie rządów van Diemena udało się zawrzeć korzystne umowy z książętami Acehu i Tidore. Uruchomiono także połączenia handlowe z Tonkinem i Japonią. Pod koniec jego kadencji Zjednoczone Prowincje Niderlandów stały się potęgą handlową i wojskową w rejonie Indii Wschodnich.
Van Diemen przyczynił się także do rozbudowy i upiększenia Batawii (wybudowano m.in. wiele protestanckich kościołów, szkoły, sierociniec i szpital). Wprowadził też nowy system prawny, nazywany później „Statutami batawskimi”. Za jego rządów prowadzono wyprawy badawcze, takie jak m.in. ekspedycja Abela Tasmana i Fransa Visschera w 1642 i 1644 r. w czasie której odkryto Tasmanię (nazwaną najpierw Ziemią van Diemena), Nową Zelandię, Tonga, Fidżi i północne wybrzeże Australii.